# Mitschdorf
Mitschdorf (historisch auch: Mitzingsdorf) ist ein Straßendorf und seit 1973 ein Ortsteil der französischen Gemeinde Gœrsdorf im Département Bas-Rhin in der Region Grand Est (bis 2015 Elsass). Der Ort liegt an der Route départementale D 677 von Wœrth nach Preuschdorf.

## Geschichte

### Mittelalter
Mitschdorf war ein Lehen des Bischofs von Straßburg an die Herren von Lichtenberg. In deren Herrschaft Lichtenberg war es dem Amt Wörth zugeordnet, das im 13. Jahrhundert entstanden war. Um 1330 kam es zu einer ersten Landesteilung zwischen Johann II. von Lichtenberg, aus der älteren Linie des Hauses, und Ludwig III. von Lichtenberg. Dabei fiel Mitschdorf in den Teil des Besitzes, der künftig von der älteren Linie verwaltet wurde. Als 1480 mit Jakob von Lichtenberg das letzte männliche Mitglied des Hauses verstarb, wurde das Erbe zwischen seinen beiden Nichten, Anna und Elisabeth, geteilt. Anna hatte Graf Philipp IV. von Hanau (1514–1590) geheiratet, Elisabeth von Lichtenberg (* 1444; † 1495) Simon IV. Wecker von Zweibrücken-Bitsch. Das Amt Wörth – und damit auch Mitschdorf – kamen bei der Teilung zu Zweibrücken-Bitsch.

### Neuzeit

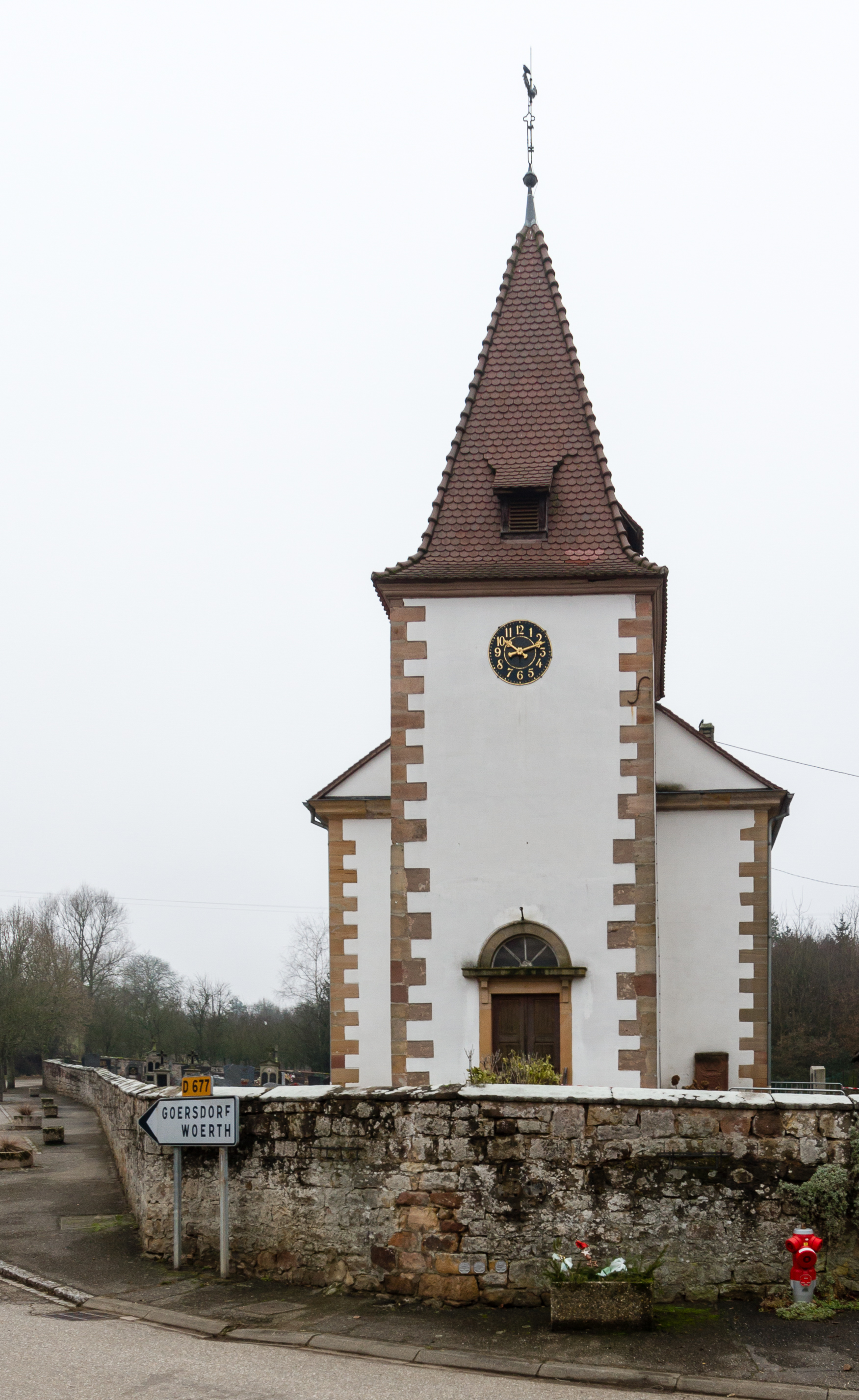
Die Kirche (Blick von Osten)

1570 kam es zu einem weiteren Erbfall, der das Amt Wörth zur Grafschaft Hanau-Lichtenberg brachte: Graf Jakob von Zweibrücken-Bitsch (* 1510; † 1570) und sein schon 1540 verstorbener Bruder Simon V. Wecker hinterließen nur jeweils eine Tochter als Erbin. Die Tochter des Grafen Jakob, Margarethe (* 1540; † 1569), war mit Philipp V. von Hanau-Lichtenberg (* 1541; † 1599) verheiratet. Zu dem sich aus dieser Konstellation ergebenden Erbe zählte auch die zweite, nicht bereits durch Hanau-Lichtenberg regierte, Hälfte der ehemaligen Herrschaft Lichtenberg. Philipp V. von Hanau-Lichtenberg führte in den ererbten Gebieten sofort die Reformation durch, die wie sein übriges Herrschaftsgebiet nun lutherisch wurden.
Mit der Reunionspolitik Frankreichs unter König Ludwig XIV. kamen das Amt Wörth und Mitschdorf unter französische Oberhoheit. Nach dem Tod des letzten Hanauer Grafen, Johann Reinhard III., fiel das Erbe – und damit auch Mitschdorf – 1736 an den Sohn seiner einzigen Tochter, Charlotte, den Erbprinzen und späteren Landgrafen Ludwig (IX.) von Hessen-Darmstadt. Mit dem durch die Französische Revolution begonnenen Umbruch wurde das Amt Wörth Bestandteil Frankreichs und in den folgenden Verwaltungsreformen aufgelöst.
Zum 1. Januar 1973 wurde Mitschdorf nach Gœrsdorf eingemeindet.

## Protestantische Kirche

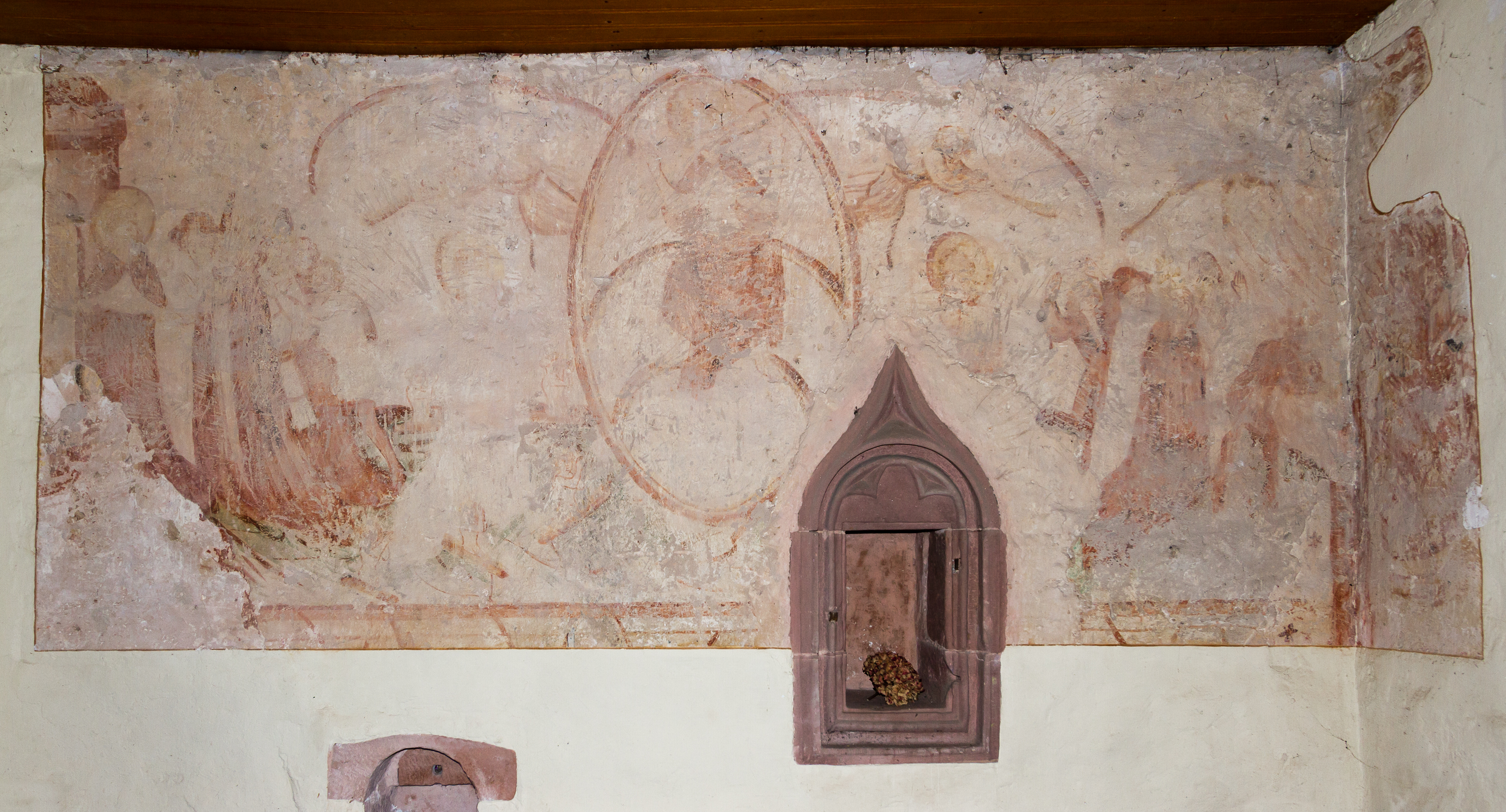
Gotische Fresken im Turm der Kirche

Die ursprünglich den Heiligen Drei Königen geweihte kleine Kirche steht im Süden des Dorfs an der Route départementale D 677, Ecke Rue Principale, inmitten eines von einer niedrigen Mauer umgebenen Friedhofs. Sie wurde 1570 dem lutherischen Gottesdienst geweiht. Seit dem 6. Dezember 1898 ist sie wegen der gotischen Fresken im Turm als Monument historique klassifiziert.
Der Kirchturm und das ursprüngliche Kirchenschiff stammen vermutlich aus dem 15. Jahrhundert. Ein neues Kirchenschiff wurde 1826–1827 nach Plänen des Bezirksbaumeisters Louis Martin Zégowitz von dem Bauunternehmer Jacques Muntzinger aus Leutenheim errichtet. Dabei wurde der alte Turm zu einem Turmvorbau umgestaltet und der Eingang zur Kirche, der sich zuvor im Westen befand, in die Ostwand des Turms verlegt. In der Südseite des Schiffs befindet sich eine Seitentür mit der Jahreszahl 1827 und den Initialen LST.

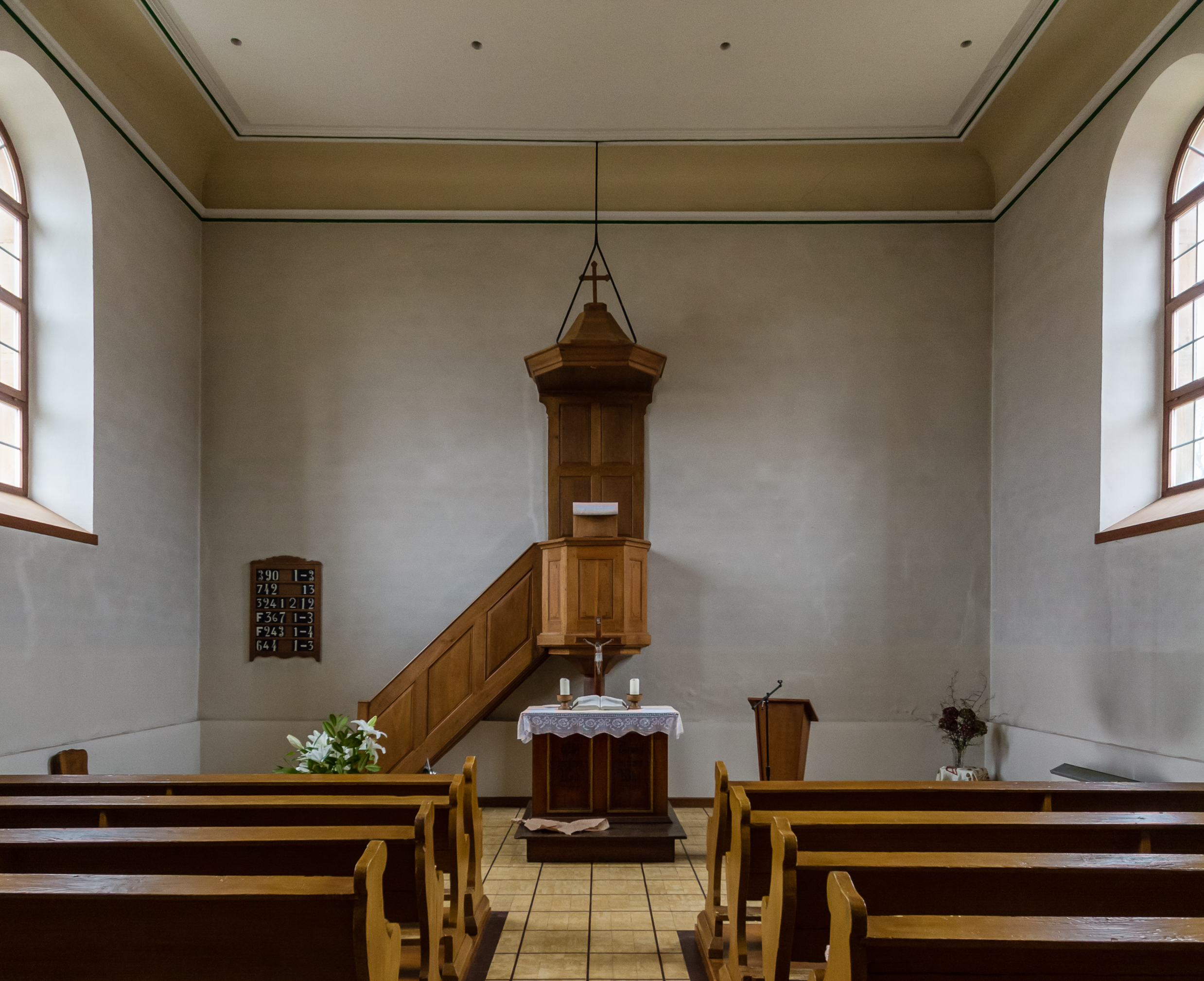
Kircheninneres, Blick nach Westen

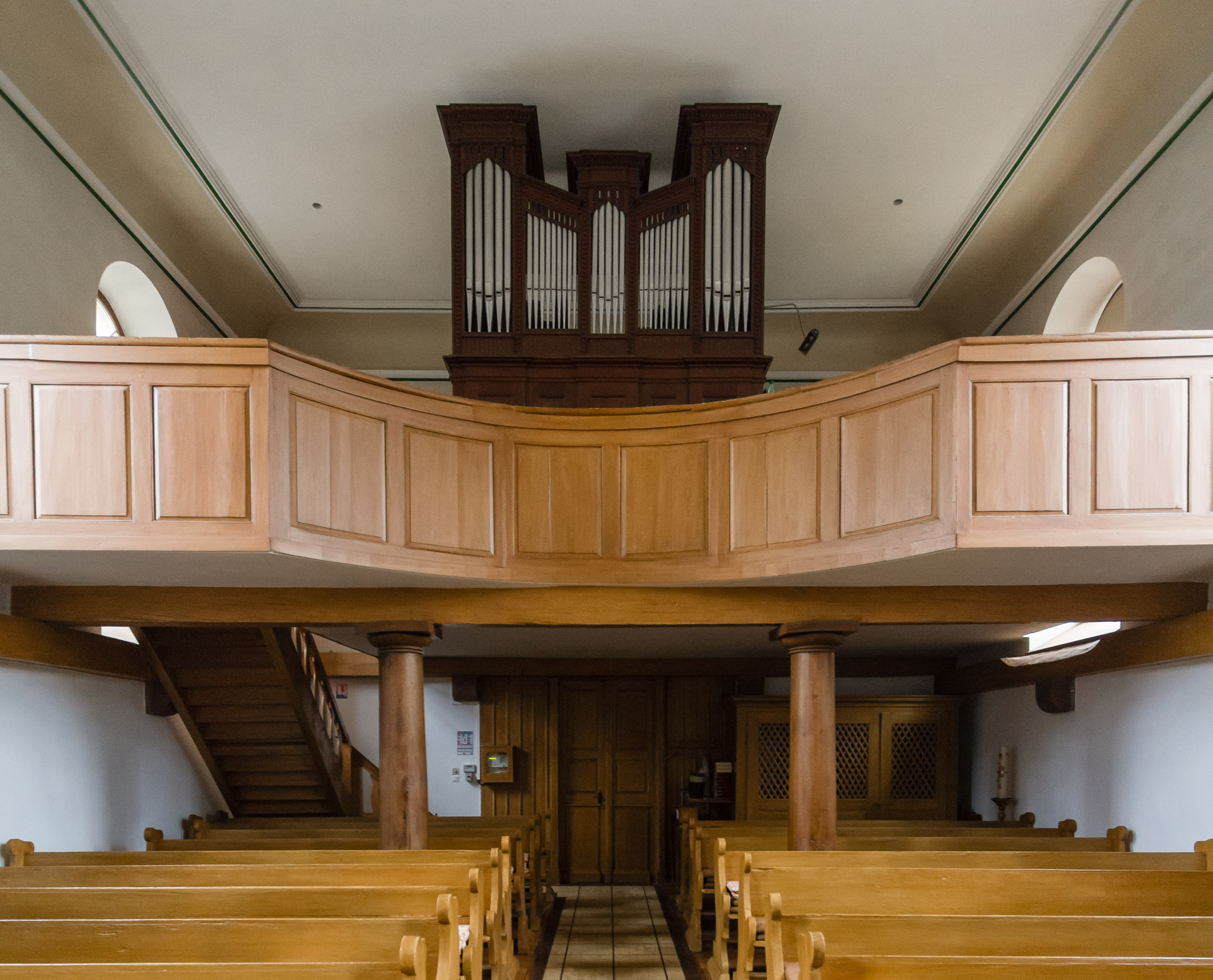
Kircheninneres, Blick nach Osten

Das Kirchenschiff hat drei Rundbogenfenster auf jeder Seite und ein Satteldach, gedeckt mit Biberschwanz-Dachziegeln. Der Turm hat quadratischen Grundriss und reicht nur bis zum Dachfirst des Schiffs; lediglich sein ebenfalls mit Biberschwanz-Ziegeln gedecktes Zeltdach ragt darüber hinaus. Es ist im Norden, Osten und Süden von jeweils einer gaubenähnlich überdachten und mit Klanglamellen versehenen Schallluke durchbrochen. Über dem Portal an der Ostseite befindet sich ein kleines Rundbogenfenster, darüber die nur von Osten sichtbare Turmuhr. Schiff und Turm sind heute weiß verputzt, mit rotbrauner Eckquaderung.
Der Altar und die Kanzel befinden sich im Westen, die Empore mit der Orgel ist im Osten über dem Haupteingang. Die kleine pneumatische Orgel (7 Register, ein Manual, ein Pedal) wurde 1827 von Johann-Jacob Moeller aus Oberbronn gebaut. Sie wurde 1902, 1926, 1953 und 1969 leicht modifiziert.